# كولدويل بانكر
كولدويل بانكر هي وكالة عقارية أمريكية تأسست عام 1906 وهي مملوكة لشركة Realogy.

## روابط خارجية
- الموقع الرسمي